# میخائیل سرولاریوس
میخائیل سرولاریوس (یونانی: Μιχαήλ Α΄ Κηρουλάριος؛ ح. 1000 – ۲۱ ژانویه ۱۰۵۹) کشیش و پاتریارک قرن ۱۱ میلادی اهل امپراتوری روم شرقی بود. وی به همراه پاپ لئون نهم، نقشی مهم در جدایش بزرگ ایفا کردند.